# Helyes Zsuzsanna
Helyes Zsuzsanna (Pécs, 1971. április 25. –) magyar orvos, neurofarmakológus, egyetemi tanár, a Magyar Tudományos Akadémia rendes tagja.

## Életpályája
1995-ben szerezte meg az orvosi diplomáját a Pécsi Orvostudományi Egyetemen. 1999-ben PhD-fokozatot szerzett, majd 2011-ben a Magyar Tudományos Akadémia doktora lett. 2019-ben a Magyar Tudományos Akadémia levelező, 2025-ben rendes tagjává választották. 
Jelenleg[mikor?] a Pécsi Orvostudományi Egyetem Farmakológiai és Farmakoterápiai Intézet egyetemi tanára. Tíz évig a Szentágothai János Kutatóközpont kutatójaként is dolgozott.
Egyetemi habilitációt 2007-ben farmakológiából szerzett. 2013 óta egyetemi tanár. Kutatási területe a kapszaicinérzékeny érzőidegek és neuropeptidek vizsgálata légúti, ízület és bőr gyulladásban, fájdalomfolyamatokban. Új mechanizmusú gyulladásgátló és fájdalomcsillapító gyógyszerek fejlesztése.

## Díjai
- Issekutz Béla-díj (1999)
- Kisfaludy Lajos-díj (2000, 2002, 2007)
- Ifjúsági Díj (2003)
- Nőkért és a Tudományért Díj (2005)
- Bolyai Emléklap (2005)
- Talentum akadémiai díj (2005)
- Kiváló Oktató (2009)
- Bolyai-plakett (2011)
- Jubileumi Ezüstérem (2011)
- PAB Tudományszervezési Díj (2013)
- Mestertanár Aranyérem (2013)
- Akadémiai Díj (2018)
- A Magyar Érdemrend lovagkeresztje (2021)